# Харви Уайнстийн
Харви Уайнстийн (на английски: Harvey Weinstein) е американски филмов продуцент.
Роден е на 19 март 1952 година в Ню Йорк в еврейско семейство на бижутер. Завършва Университета на Бъфало, след което се занимава, заедно с брат си Боб Уайнстийн, с организиране на рок концерти. През 1979 година двамата основават филмовата компания „Мирамакс“, която ръководят до 2005 година, след което основават „Уайнстийн Къмпани“. Сред продуцираните от тях филми са „Секс, лъжи и видео“ („Sex, Lies, and Videotape“, 1989), „Криминале“ („Pulp Fiction“, 1994), награденият с „Оскар“ за най-добър филм „Влюбеният Шекспир“ („Shakespeare in Love“, 1998), „Омразната осморка“ („The Hateful Eight“, 2015).
През октомври 2017 година публикации в печата обвиняват Уайнстийн в множество случаи на сексуално насилие, поставяйки началото на поредица от подобни обвинения и срещу други известни личности, станала известна като „Ефектът Уайнстийн“. Харви Уайнстийн е отстранен от ръководството на „Уайнстийн Къмпани“, която няколко месеца по-късно фалира. През март 2018 година той е обвинен за няколко случая на сексуално насилие, арестуван е и е освободен под гаранция, като към септември 2019 година се очаква съдебният процес срещу него да започне в началото на 2020 година.